# Polyploca ridens
Polyploca ridens — вид метеликів родини серпокрилок (Drepanidae).

## Поширення
Вид поширений в Європі, Марокко та Сибіру. Присутній у фауні України. Мешкає у сухих дубових лісах та листяних лісах з високою часткою дуба.

## Опис
Розмах крил 30-35 см.

## Спосіб життя
Молі літають з квітня по травень. Личинки харчуються листям дубів.